# 劉建仁
劉建仁（1932年10月1日—2009年1月2日），美國耶穌會會士，在臺灣傳教時成為身障人士，後成立幫助身障人士就業的更生復健服務中心，第十三屆醫療奉獻獎得主。

## 生平
劉建仁神父（Robert Joseph Ronald）生於1932年10月1日，加州人。
1957年，劉神父來臺灣新竹學中華民國國語以準備傳教工作，但一次從宜蘭縣羅東鎮訪友回來後就得到小兒麻痺，至臺灣療養院（今台安醫院）就醫。由於台灣當時並沒有合適的醫療院所，他透過關係搭上定期載運傷兵的美軍飛機，到舊金山的醫院接受治療。他想由於日後與其在家鄉坐輪椅度一生，倒不如繼續傳教，便在1961年回臺灣。
劉建仁神父在1965年晉鐸為耶穌會神父，1968年再回美國學習傷殘復健，到亞利桑那大學主修兩年復健學。他也曾與其他耶穌會會士一樣曾到杜華神父的新竹社會服務中心服務。
1971年，劉建仁神父擔任臺北榮民總醫院復健部技術顧問。1973年，他獲得台北市中山國際獅子會協助，在北投石牌路二段90巷20號成立更生復健服務中心，提供身障者諮詢服務，協助殘障者自力更生。更生復健服務中心主任黃智才回憶，當年小兒麻痺盛行，社會上除了振興醫學復健中心、更生復健中心外，患兒找不到任何資源，可以協助解決就業，甚至交友、婚姻問題。1974年，更生復健中心遷到台北市和平西路二段98巷6號。劉神父透過講學及籌款活動支持更生中心的運作，包括在美國進行過二萬一千公里的小型旅行車旅程。他也幫助蘇匡弼復健，協助找工作。
1974年3月，劉神父搭計程車從新竹返北途中，撞上一輛大卡車。還因輸血，染上B型肝炎。一年後因傷口受感染而被切除左腳。
1978年5月，劉神父獲得慈善機構的支助，在台北聖家堂旁買下一棟七十坪的房子作為傷殘復健使用。
劉神父平日住在石牌天主堂，每年農曆過年都到台灣朋友家吃年夜飯與打衛生麻將，每兩年得回美國聖路易市參加小兒麻庳病友暨學術討論會。除了例行的工作和研究，他到處去演講，以自己的經歷和適應過程鼓勵殘障者走入社會。如1979年他呼籲中華民國交通部放寬肢體殘障的人報考駕駛執照的限制，並要在公共場所設立讓身障人士停車上下的設備。1984年12月25日，獲得第一屆金駝獎，由市長楊金欉與社會司徐學陶頒贈，以鼓勵在社會福利類的貢獻。
1994年報導，劉建仁正被小兒麻痺症候群逐漸侵蝕健康，雙手逐漸無法舉過頭，生活全仰賴一位陽明醫學院的學生幫忙，除了寫字、打電腦等簡單動作外，整天幾乎不能做別的事。
在劉神父的努力下，1997年《身心障礙者保護法》公布，不論公家或私立機構，從此都須依法聘雇一定比例的身心障礙者。1999年5月19日，他向台北市政府建議，身心障礙的外籍人士應一視同仁，一律發給殘障手冊。
2002年，劉神父從榮民總醫院退休。2003年，他得醫療奉獻獎時，因返美探親，由黃智才代領。2009年1月2日在臺灣逝世，10日於耕莘文教院舉行殯葬彌撒，同日黃昏葬至彰化市靜山耶穌會墓園。